# Manned Maneuvering Unit

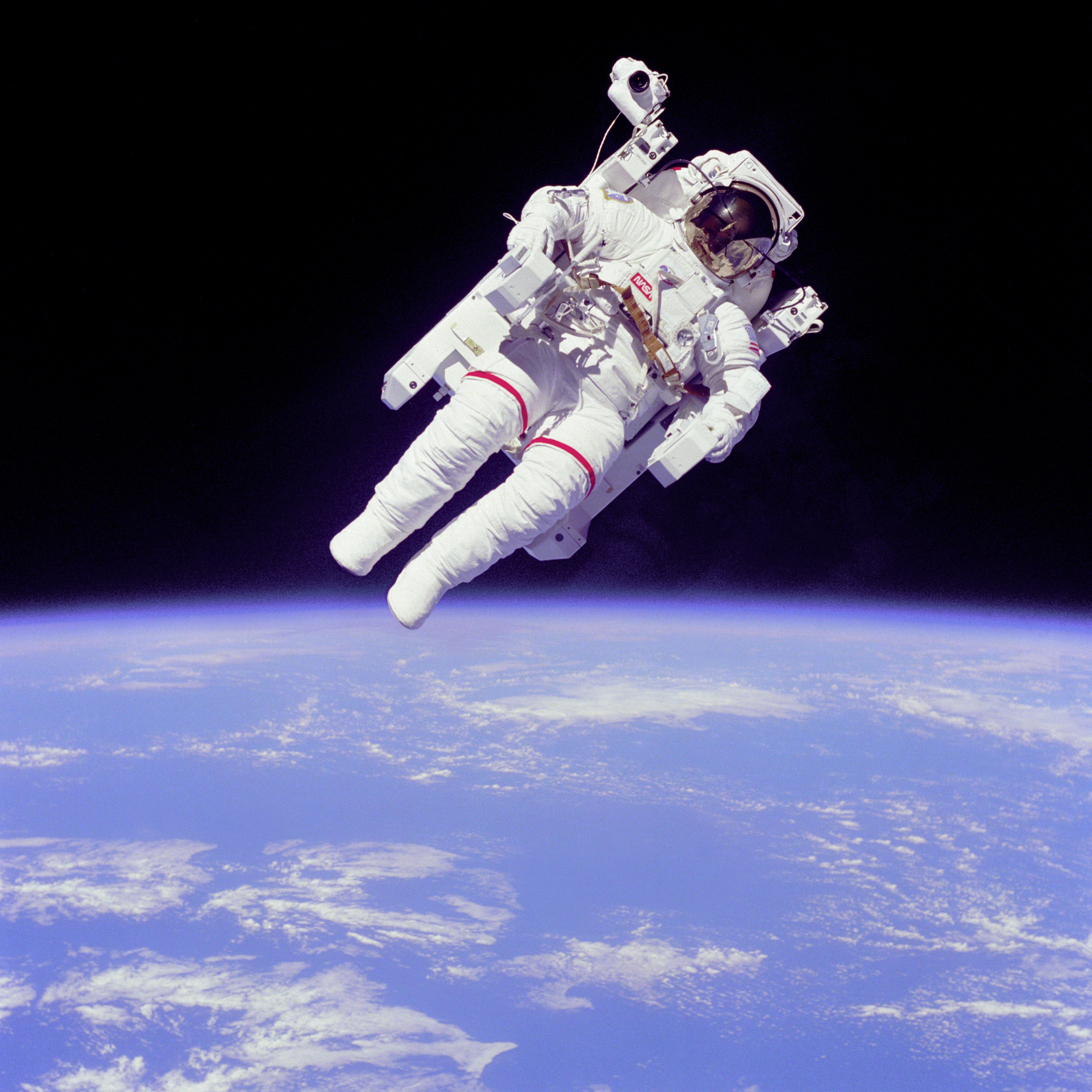
Bruce McCandless používá MMU

Manned Maneuvering Unit (MMU) je pohonná jednotka pro astronauty pro jejich pohyb ve vesmíru. Je to jednoduchá přídavná konstrukce, která se připevňuje ke skafandru.
K pohonu je používán stlačený dusík, jehož expanze z trysek se používá k pohybu ve vesmíru. Pro pohyb ve volném prostoru a změnu orientace je MMU vybavena 24 tryskami, které umožňují pohyb po všech třech osách. Stlačený dusík by teoreticky (tedy bez rezervy pro brzdění či návrat) umožnil astronautovi dosažení rychlostí 25 m/s (90 km/h). Dusík je skladován ve dvou lahvích z hliníkových slitin, potažených kevlarem o objemu až 6 kg, celkem tedy 12 kg, pro až 6 hodinové výstupy do vesmíru.

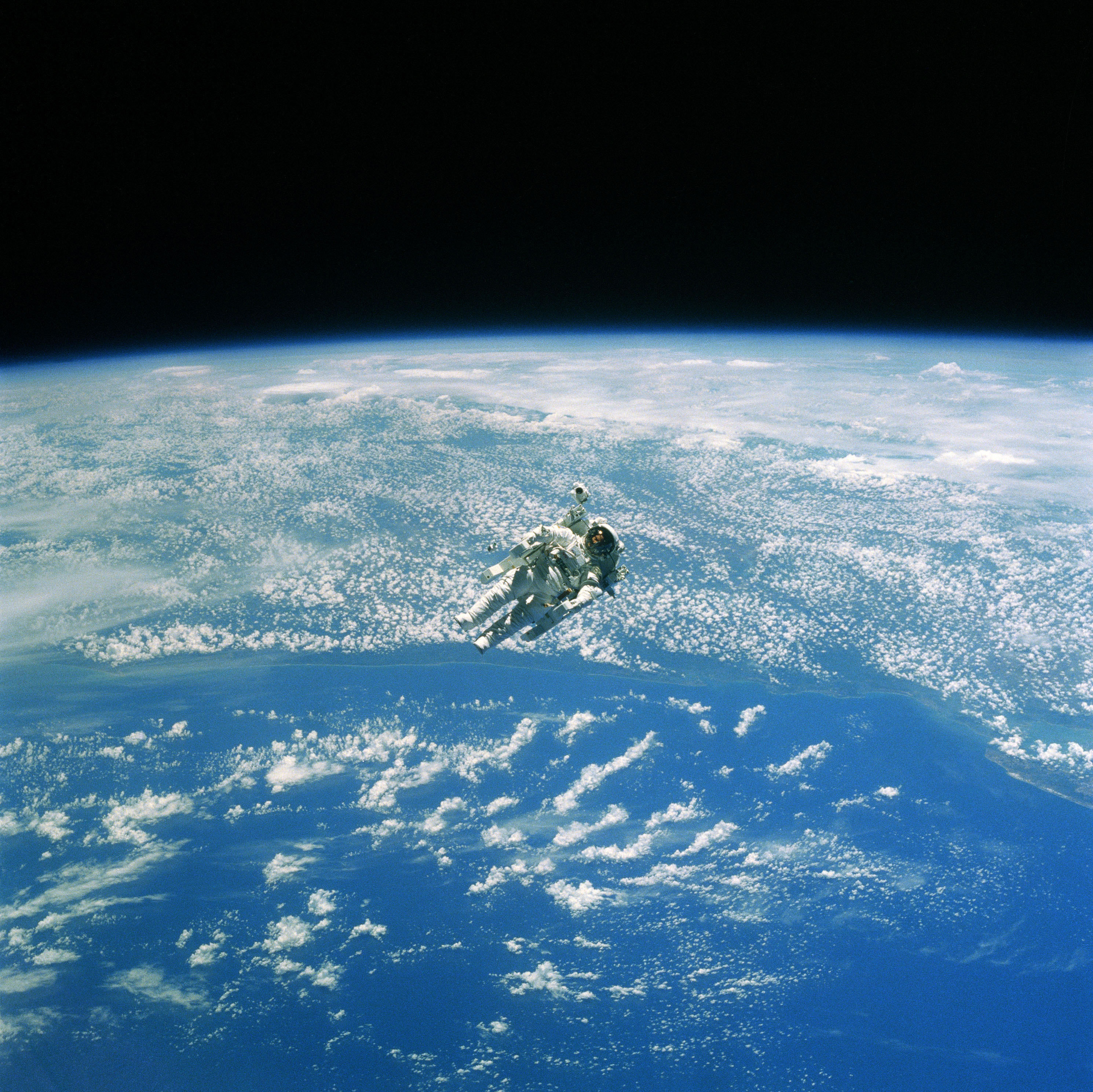
Robert L. Stewart

## Operační nasazení
MMU byla poprvé použita při misi STS-41-B 7. února 1984, kdy poprvé s MMU létal Bruce McCandles a následně po něm Robert Stewart. Bruce McCandles v rámci testů MMU létal uvnitř nákladového prostoru raketoplánu Challenger a následně letěl do volného prostoru do vzdálenosti až 90 m od raketoplánu.
Podruhé byla MMU použita při misi STS-41-C raketoplánu Challenger v dubnu 1984.
Poslední použití MMU bylo při misi STS-51-A raketoplánu Discovery v listopadu 1984.
Po havárii raketoplánu Challenger bylo použití MMU vyhodnoceno jako nebezpečné a jejich použití již nebylo plánováno.